# AMA Superbike 2007
AMA Superbike 2007 var den mest dramatiska säsongen i seriens historia, där huvudklassen med samma namn bara hade en poängs skillnad mellan ettan och tvåan.

## Superbike
Ben Spies tog sin andra raka titel, bara en poäng före tvåan Mat Mladin. Teamkompisarna hade en stentuff fight om titeln hela säsongen och de tog poäng i samtliga race.

### Delsegrare
| Bana            | Vinnare    | Märke  | Vinnare    | Märke  |
| --------------- | ---------- | ------ | ---------- | ------ |
| AMA Daytona 200 | Ben Spies  | Suzuki | -          | -      |
| Birmingham      | Mat Mladin | Suzuki | Mat Mladin | Suzuki |
| Fontana         | Ben Spies  | Suzuki | Mat Mladin | Suzuki |
| Sears Point     | Mat Mladin | Suzuki | Mat Mladin | Suzuki |
| Road America    | Mat Mladin | Suzuki | Ben Spies  | Suzuki |
| Salt Lake City  | Ben Spies  | Suzuki | Ben Spies  | Suzuki |
| Red Bull US GP  | Ben Spies  | Suzuki | -          | -      |
| Mid-Ohio        | Mat Mladin | Suzuki | Mat Mladin | Suzuki |
| Virginia        | Mat Mladin | Suzuki | Mat Mladin | Suzuki |
| Road Atlanta    | Mat Mladin | Suzuki | Mat Mladin | Suzuki |
| Laguna Seca     | Ben Spies  | Suzuki | -          | -      |

### Slutställning
| Plats | Förare        | Märke    | Poäng |
| ----- | ------------- | -------- | ----- |
| 1     | Ben Spies     | Suzuki   | 652   |
| 2     | Mat Mladin    | Suzuki   | 651   |
| 3     | Jake Zemke    | Honda    | 468   |
| 4     | Aaron Yates   | Suzuki   | 465   |
| 5     | Tommy Hayden  | Suzuki   | 454   |
| 6     | Jamie Hacking | Kawasaki | 403   |

## AMA Supersport
Serien vanns av Roger Lee Hayden, lillebror till Nicky Hayden, världsmästare i MotoGP 2006.

### Delsegrare
| Bana            | Vinnare          | Märke    |
| --------------- | ---------------- | -------- |
| AMA Daytona 200 | Roger Lee Hayden | Kawasaki |
| Birmingham      | Josh Hayes       | Honda    |
| Fontana         | Jamie Hacking    | Kawasaki |
| Sears Point     | Josh Hayes       | Honda    |
| Road America    | Aaron Gobert     | Honda    |
| Salt Lake City  | Jamie Hacking    | Kawasaki |
| Red Bull US GP  | Roger Lee Hayden | Kawasaki |
| Virginia        | Josh Hayes       | Honda    |
| Road Atlanta    | Josh Hayes       | Honda    |
| Laguna Seca     | Josh Herrin      | Yamaha   |

### Slutställning
| Plats | Förare           | Märke    | Poäng |
| ----- | ---------------- | -------- | ----- |
| 1     | Roger Lee Hayden | Kawasaki | 297   |
| 2     | Jamie Hacking    | Kawasaki | 294   |
| 3     | Josh Hayes       | Honda    | 261   |
| 4     | Steve Rapp       | Kawasaki | 247   |
| 5     | Tommy Hayden     | Suzuki   | 216   |
| 6     | Blake Young      | Suzuki   | 212   |

## AMA Superstock
Ben Spies tog ännu en titel, med förre Superbike-föraren Ben Bostrom som tvåa.

### Slutställning
| Plats | Förare       | Poäng |
| ----- | ------------ | ----- |
| 1     | Ben Spies    | 292   |
| 2     | Ben Bostrom  | 264   |
| 3     | Aaron Yates  | 231   |
| 4     | Geoff May    | 229   |
| 5     | Scott Jensen | 207   |

## Formula Extreme
Josh Hayes vann här titeln.

### Slutställning
| Plats | Förare       | Poäng |
| ----- | ------------ | ----- |
| 1     | Josh Hayes   | 324   |
| 2     | Steve Rapp   | 279   |
| 3     | Aaron Gobert | 247   |
| 4     | Larry Pagram | 244   |
| 5     | Ben Attard   | 231   |